# Friedenskirche (Monheim-Baumberg)
La Friedenskirche (Iglesia de la Paz) es una iglesia protestante en Monheim-Baumberg, en la ciudad de Monheim am Rhein en el estado federado de Renania del Norte-Westfalia (Alemania). Fue construida de 1968 a 1974 según los planos de Walter Maria Foerderer en el estilo del brutalismo .

## Construcción

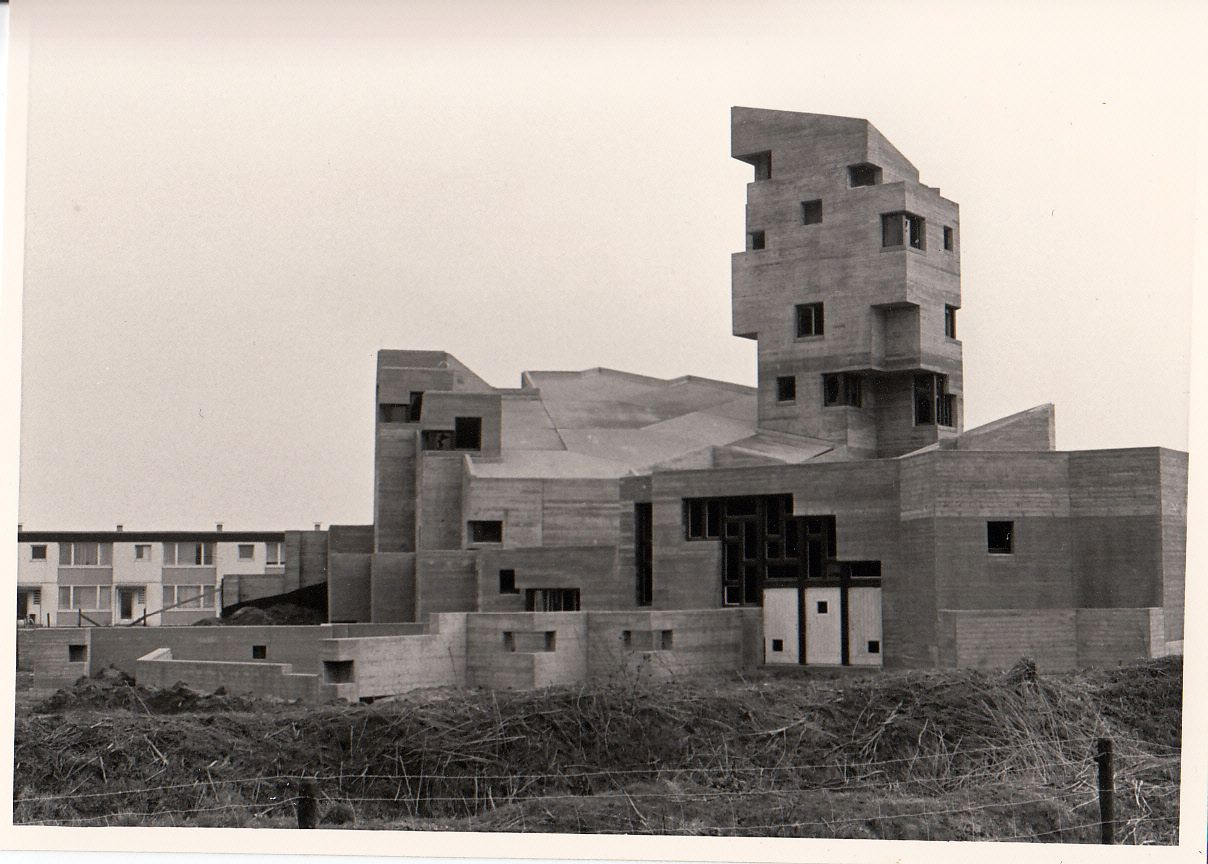
Fase de construcción

En los años de la posguerra, la población de Baumberg aumentó considerablemente. En consecuencia, en la década de 1960, se elaboró un área de desarrollo espaciosa bajo el liderazgo de la empresa de construcción propiedad del sindicato "Neue Heimat" adyacente al centro histórico. El arquitecto de Frankfurt Ernst May participó en la planificación de esta área, que incluía un centro para la parroquia protestante, que creció a unos 3.000 miembros en los años de la posguerra. 
Además de la iglesia, el complejo también debería incluir apartamentos para el personal y un jardín de infancia. Para el proyecto se eligió un área entre el casco antiguo y la nueva área de desarrollo. Tras un concurso, la iglesia protestante de Renania se decantó por un diseño del arquitecto suizo Walter Maria Foerderer. Dirigió personalmente el trabajo de construcción en los primeros años, pero luego transfirió la supervisión a su oficina y al arquitecto de Monheim Dietrich Mallwitz, quien implementó de manera más o menos independiente el concepto para los edificios adyacentes.
Después de que comenzara la construcción en 1968, la iglesia fue consagrada el 9 de mayo de 1971 y el complejo se completó oficialmente en 1974. Debido a su apariencia externa, inicialmente se llamó "Bunker", pero la iglesia pasó a llamarse "Friedenskirche" en los años ochenta.
La torre, que recuerda a una montaña suiza, recibió tres campanas en 1983 del Eifeler Glockengiesserei. En 2003, finalmente, se inauguró el muro de hormigón que separaba la plaza de la iglesia al sur del barrio. Se puede llegar a la explanada abierta, que está bordeada por 13 acacias de bolas, a través de un pequeño puente que conduce a un curso de agua artificial.

## Arquitectura
Al igual que otras obras de Förderer, la Friedenskirche, con su método de construcción en hormigón visto, se asocia con el brutalismo, una visión que no todos los expertos en arquitectura comparten. Entre 1963 y 1971, el escultor entrenado construyó centros comunitarios con una iglesia integrada en un estilo similar, principalmente en Suiza, pero también en Alemania. Algunos ejemplos son el salón parroquial protestante en Moers- Hochstrass, San Juan en Lucerna y la Iglesia de la Santa Cruz en Chur, cuya silueta alpina recuerda a la Friedenskirche. Estos edificios son lugares de encuentro abiertos y están diseñados como una escultura transitable con una orientación escultórica claramente reconocible. Sin embargo, la visión de Foerderer de un salón que pudiera usarse para eventos seculares más allá del culto y los límites confesionales no se implementó por completo. La Friedenskirche se convirtió en una obra de arte arquitectónica sagrada en lugar de un edificio multifuncional.

### Estructura
El punto más alto del complejo es el centro comunitario en forma de cristal: un campanario emergente de 23 m de altura, que está conectado al este con la iglesia y al noroeste con varias salas comunitarias. Adjunto hay un salón de la iglesia con un escenario para hasta 200 personas y otras salas de reuniones. Las habitaciones del sótano tienen acceso al anfiteatro . Un edificio de dos pisos con techo plano para el personal con siete apartamentos se adjunta al lado suroeste del complejo y un jardín preescolar hacia el este. Los edificios tienen forma de herradura, con una plaza de la iglesia orientada al sur.

### Interior
Los muros de hormigón por fuera y por dentro muestran la veta del detallado encofrado de madera. Las formas geométricas con significado parcialmente religioso se construyeron con técnicas elaboradas, y la cruz se repite en numerosos muros exteriores e interiores. Las flechas en el techo simbolizan al Espíritu Santo apuntando en todas direcciones. Nichos y galerías, huecos y aberturas inspiran nuevas formas litúrgicas, al igual que el equipo móvil, desde los asientos flexibles hasta el baptisterio y el altar (el baptisterio y la cruz del altar fueron diseñados por el artista Hans Schweizer de Baumberger).
Las pequeñas ventanas individuales iluminan la habitación con una luz tenue. Catorce diferentes configuraciones de luz eléctrica permiten una iluminación muy diferenciada de la iglesia y la galería. Una pantalla (2 × 2 m) en la zona del altar permite una retroproyección de imágenes y textos para culto y eventos. Para permitir una especie de sermón de diálogo, el arquitecto había previsto colocar dos atriles en hornacinas de hormigón en la pared del altar, que sin embargo no se han implementado. Foerderer pretendía la participación activa de los miembros de la iglesia en la organización del servicio y, por lo tanto, quería invitar a una discusión intensiva de la Biblia. Los grandes velos de cuaresma en las paredes y una alfombra de pelo corto proporcionan una excelente acústica, por lo que la sala de adoración también se usa a menudo para conciertos. En todo el centro, elementos como puertas naranjas o marcos de ventanas y bancos verdes añaden acentos de color vivaces.
Debido a su importancia en la historia de la arquitectura, todo el centro comunitario fue declarado monumento catalogado en diciembre de 2018, y el edificio de la iglesia recibió el nivel más alto de protección y los edificios del personal y el jardín de infancia el nivel más bajo.

## Galería

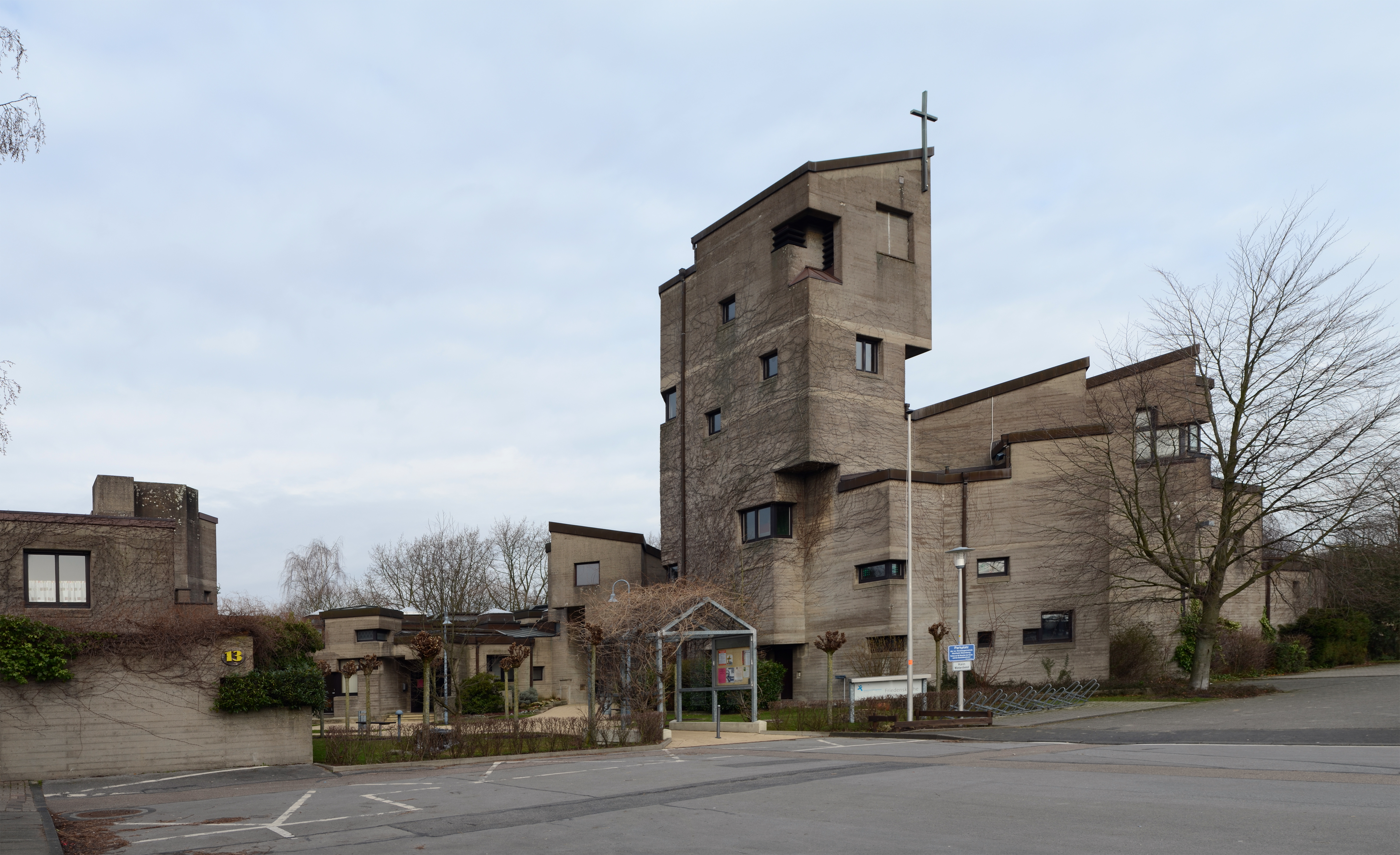
Vista general
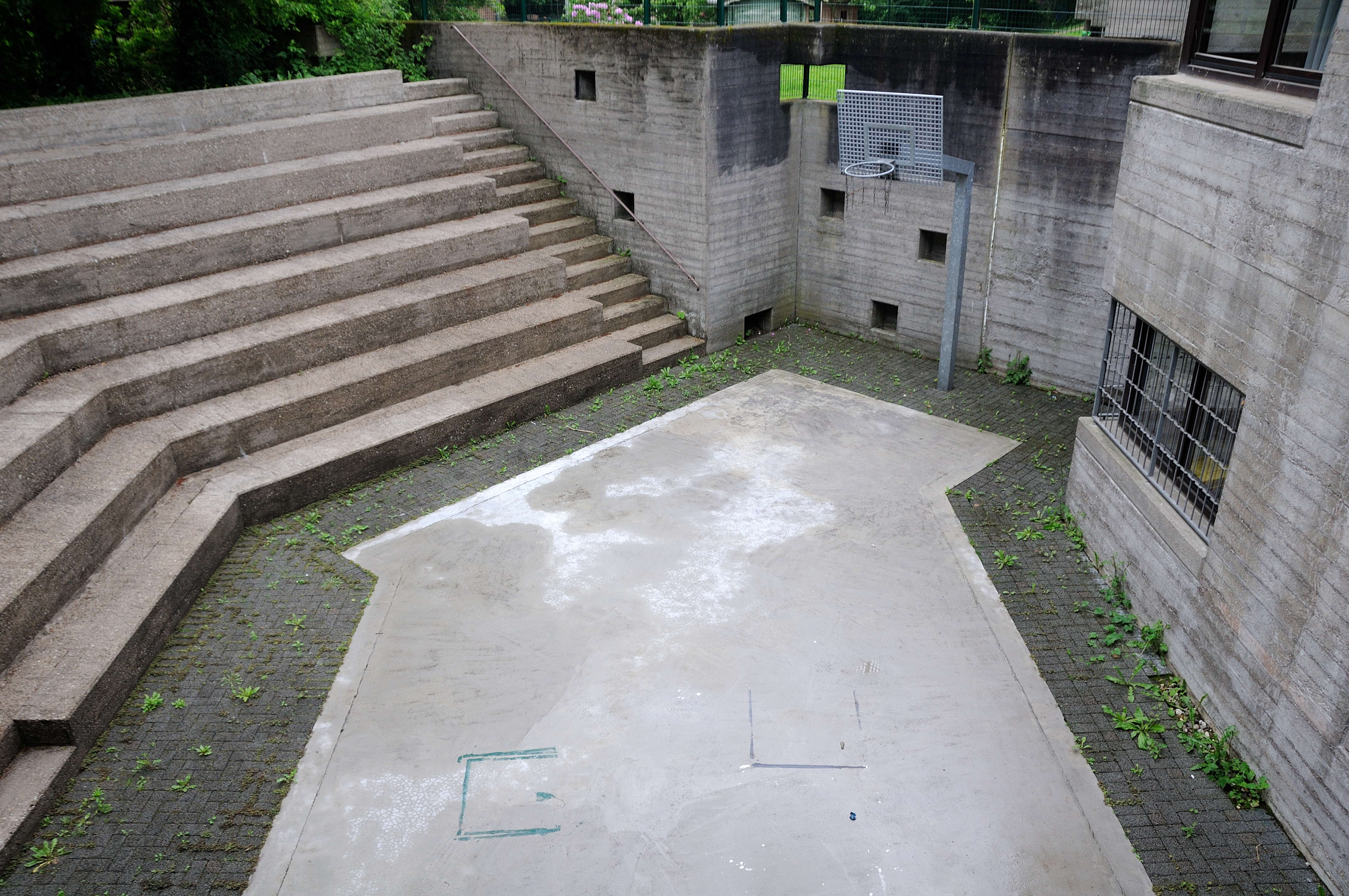
Anfiteatro
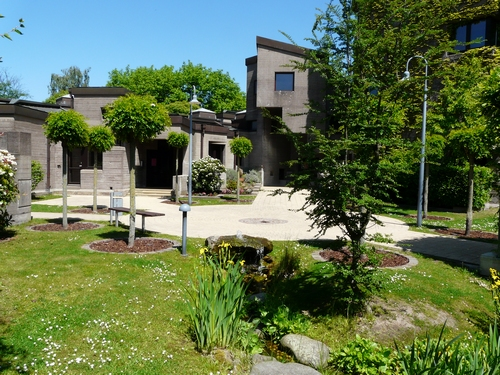
Patio